# Ландтаг Курляндії та Семигалії
Ландта́г Курля́ндії та Семига́лії (нім. Landtage) — парламент (ландтаг, сейм, крайова рада) у герцогстві Курляндії та Семигалії XVI — XVIII ст. Найвищий законодавчий орган країни. Засідав у Мітаві. Скликався 2 рази на рік. Складався із депутатів, які обиралися з числа балтійського лицарства та духовенства у парафіях герцогства. Очолювався маршалами ландтагу — ландмаршалами. Затверджувався герцогами Курляндії та Семигалії, які, в свою чергу, визнавалися ландтагом. Був важливою противагою герцогській владі, що тяжіла до абсолютизму. Часто конфлікутував із герцогами, прагнучи встановити виборну монархію за польським взірцем. Звітував перед сеймом Речі Посполитої, надсилав туди своїх представників. 1617 року схвалив «Формулу правління», основний закон герцогства. 1795 року прийняв постанову про перехід з підданства Речі Посполитої у підданство Російської імперії, чим запустив механізм російської анексії герцогства. Скорочено — Курляндський ландтаг.

## Ландмаршали
- 1737: Казимир-Крістоф фон Бракель
- 1746—1748: Отто-Крістофер фон дер Говен
- 1776: Отто-Герман фон дер Говен
- 1782: Карл-Фердинанд фон Оргіс-Рутенберг

## Депутати
- Бракель, Казимир-Крістоф фон
- Говен, Отто-Крістофер фон дер
- Говен, Отто-Герман фон дер
- Клопманн, Йоганн-Ернст фон
- Оргіс-Рутенберг, Карл-Фердинанд фон

## Місця засідань
- Бауський замок  (1568, 1590, 1601)